# GSC8637-1243
GSC8637-1243 — хімічно пекулярна зоря спектрального класу Si, що має видиму зоряну величину в смузі V приблизно 10,4.